# 村木真紀
村木 真紀（むらき まき、1974年 - ）は、日本のLGBT人権活動家、社会保険労務士。戸籍名は「木村真紀」。2013年7月にLGBTなど性的少数者の支援、調査研究のためのNPO法人「虹色ダイバーシティ」を立ち上げた。企業や行政のLGBT施策、職場環境改善に関する講演とコンサルティングを数多く行っている。大阪市人権施策推進審議会委員も務めていた。

## 来歴
茨城県出身。生家はトマト農家。3人姉妹の長女として生まれた。奨学金を得て、自宅から2時間かけて私立の常総学院高等学校に通った。自身がレズビアンだと確信したのは高校生の時だという。地元では生きていけないと思い、京都大学総合人間学部に入学した（村木は同学部の1期生）。生物学を専攻。ここで「ダイバーシティ」という言葉を生物学の用語として知る。在学中はHIVのボランティア団体等で、LGBTの仲間とチャリティーのクラブイベントなどを行った。
1997年大学卒業後、大手ビール会社に就職。支社の経理部に配属された。しかし自身のセクシャリティを公表せずに働くことが負担となり、退職。その後、家具会社、外資系コンサルティング会社、議員事務所、経理ソフトウェア会社などで、いずれも3年くらい働いては転職するということを繰り返す。コンサルティング会社では、数ヶ月のプロジェクトで50社、100社の決算をいかにはやくまとめるかという連結決算のコンサルティングを担当し、このときの経験がのちにNPO法人の活動で活かされることとなる。
2003年、大阪で開かれた女性同性愛者の勉強会で大阪府議会議員の尾辻かな子と知り合う。時期は不明だが、尾辻の事務所職員となる。2007年5月17日、尾辻は参議院議員選挙に立候補する意向を表明。会見の場で村木と同性結婚式を行うと発表した。6月3日17時、名古屋市のお祭り「NLGR」が2001年から毎年行っている同性結婚式で、尾辻との挙式を行った。
経理ソフトウェア会社で働いているときに、うつ病で生活保護を受けていた男性同性愛者の友人が自殺。友人は身寄りは姉しかいなかったが、姉に同性愛者であることを言っていなかったため、村木らは友人がゲイである証拠を必死に片付けたという。このときの怒りがきっかけの一つとなり、体調を崩し、2011年に3か間休職した。

### NPO法人「虹色ダイバーシティ」を設立
イギリスのLGBT団体「ストーンウォール (Stonewall)」が実施した、「LGBTと職場の生産性」の調査報告書を入手した村木は、これを野村證券に持ち込むと、講演を頼まれる。ここから人権活動家としての活動がスタートする。2013年7月26日、電機メーカー従業員の坂田麻智、坂田のパートナーのテレサ・スティーガーらとともにNPO法人「虹色ダイバーシティ」を設立。代表に就任した。
2015年年12月7日、村木は日経WOMANの「ウーマン・オブ・ザ・イヤー2016 チェンジメーカー賞」を受賞。また、米国務省IVLPに選出され、この年5都市を視察した。
2017年、カナダで開催されたLGBTに関する国際会議「Equal Rights Coalition」に日本の市民団体として参加。
2022年6月、ウェディング事業会社のテイクアンドギヴ・ニーズの社外取締役に就任。

## 人物
- 初めてカミングアウトした相手は、大学の学生寮の2人部屋でルームメイトになった高知県出身の先輩の女性だった。「一緒に飲みに行った帰り、泣きながら震えながら、自分がレズビアンであることをカミングアウトした。彼女も一緒に泣いてくれた。大学に行ってから、自分が解放された感覚を味わった」と村木は述べている[8]。
- パートナーは病院スタッフの女性。2007年頃から同居している[18]。

## 著書
- 柳沢正和、村木真紀、後藤純一『職場のLGBT読本―「ありのままの自分」で働ける環境を目指して』実務教育出版、2015年7月22日。ISBN 978-4788910942。
- 三成美保、名古道功、村木真紀、後藤純一、木村愛子、永野靖、藥師実芳 著、三成美保 編『LGBTIの雇用と労働―当事者の困難とその解決方法を考える』晃洋書房、2019年7月20日。ISBN 978-4771030275。
- 村木真紀『虹色チェンジメーカー―LGBTQ視点が職場と社会を変える』小学館〈小学館新書〉、2020年10月1日。ISBN 978-4098253845。